# Michael Klein
Pour les articles homonymes, voir Klein.
Michael Klein est un footballeur roumain né le 10 octobre 1959 à Amnaș, mort le 2 février 1993 à Uerdingen. Il évoluait au poste de défenseur.
Il a participé à l'Euro 1984 et à la Coupe du monde 1990 avec la Roumanie.
Il est décédé d'une crise cardiaque lors d'un entraînement avec le club du Bayer Uerdingen. Il avait 33 ans.

## Palmarès
- 90 sélections et 5 buts avec l'équipe de Roumanie entre 1981 et 1991.
- Champion de Roumanie en 1990 avec le Dinamo Bucarest.
- Vainqueur de la Coupe de Roumanie en 1990 avec le Dinamo Bucarest.